# Koan (zen)
Een koan (Chinees: kung-an, letterlijk "publieke zaak") is een korte weergave van een dialoog die kernachtig een aspect van de boeddhistische leer weergeeft en bedoeld is om iemands inzicht in die leer te testen. In het Ch'an en zenboeddhisme worden ze gebruikt om leerlingen inzicht te laten verkrijgen in de ware aard van de eigen geest.

## Ontstaan van de koan-traditie

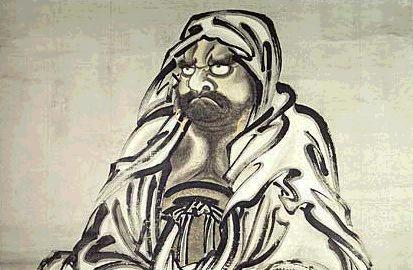
Een oud schilderij van Bodhidharma

Volgens de overlevering werd Ch'an omstreeks 500 CE geïntroduceerd in China door Bodhidharma. Het boeddhisme dat hij propageerde, was sterk gebaseerd op de Lankavatara-sutra, waarin de tathagatagarba of Boeddha-natuur en de alijvijnana gecombineerd worden. Hierdoor werd de nadruk gelegd op het direct zien van de ware aard van de geest, namelijk leegte: de ware aard van de mens heeft geen kenmerken die kunnen worden beetgegrepen. Het zien hiervan doet de mens ontwaken en doorbreekt de illusies die de geest schept. Dit inzicht opent de weg naar een bevrijde manier van leven, ongehinderd door de passies, verlangens en angsten die ons leven beheersen.
De Tang-dynastie (618-907) wordt gezien als de Gouden Tijd van Ch'an. In deze periode leefden de legendarische Ch'an-meester Hui-Neng (638-713), Ma-tsu (709-788), Huang Po (Obaku, overleden na 850) en zijn leerling Lin-Chi (Rinzai, overleden 866). In deze tijd ontstonden ook de zogeheten vijf scholen, waaronder die van Lin-Chi (Rinzai) en Ts'ao-tung (Soto).
Tijdens de Song-dynastie was het boeddhisme in China in verval. Er werd teruggekeken op het Ch'an van de Tang-dynastie als een gouden tijd van Ch'an. Overleveringen uit deze periode vormden de basis voor de zogeheten ontmoetingsverhalen, waarin vraag-en-antwoord dialogen tussen meesters en leerlingen worden beschreven. Door het toepassen van literaire technieken werden deze ontmoetingsverhalen gestileerde teksten. De introductie van de boekdrukkunst maakte het mogelijk om boeddhistische teksten op grote schaal te verspreiden, waaronder Ch'an-teksten. Dit dus in tegenstelling tot het populaire idee van "Een directe overdracht, van geest op geest, buiten de geschriften om"!
De Song-dynastie controleerde de Ch'an-scholen door de instelling van Vijf Bergen en Tien Tempels, vijf hoofdtempels en tien minder belangrijke tempels. In lijn hiermee werden de koans door Ta-hui Tsung-kao (1089-1163) gesystematiseerd, om ze toegankelijker te maken voor monniken en leken. Dit was zo succesvol, dat Ta-hui houtblokken en afdrukken van de Pi-yen lu, ("Blauwe Rots") vernietigde, omdat hij ze zag als een hindernis voor werkelijke beoefening. Desondanks bleef dit systeem succesvol, en verspreidde het zich ook naar Japan.
Na de val van de Song-dynastie werd Ch'an gesteund door de Mongoolse overheersers (1279-1368), maar veranderde ook van karakter. Tijdens de Ming-dynastie (1368-1644) speelde het geen grote rol meer.

## Koan-collecties
Er ontstonden verschillende collecties van koans. Hsüeh-tou Ch'ung-hsien (980-1052) stelde de Pai-tse sung-ku (Honderd koans met commentaar in vers-vorm) samen. Yüan-wu K'o-ch'in (1063-1135) voegde hier commentaren aan toe, en publiceerde dit als de Pi-yen lu, "Blauwe Rots" (Blue Cliff Records). Deze collectie werd veel gebruikt in de Lin-chi (Rinzai) school.
Wu-men Hui-k'ai (1183-1260) stelde de befaamde Mumonkan samen, de Poortloze Poort. Mu betekent niets, nee; mon is poort; kan is barrière.

## Betekenis van koans
Koans worden doorgaans gezien als raadsels die bedoeld zijn om het rationele denken te stoppen, maar kunnen niet los worden gezien van de boeddhistische traditie waarin ze ontstonden en betekenis kregen:
"The koan genre, far from serving as a means to obviate reason, is a highly sophisticated form of scriptural exegesis: the manipulation or "solution" of a particular koan traditionally demanded an extensive knowledge of canonical Buddhist doctrine and classical Zen literature."
Het romantische beeld van zen waarin deze raadselachtigheid thuishoort is met name te danken aan het werk van D.T. Suzuki. Hij gaf een geromantiseerd beeld van zen als een manier om een eeuwige, tijdloze werkelijkheid bloot te leggen. Ook auteurs als John Blofeld en Heinrich Dumoulin hebben bijgedragen aan dit romantische beeld.
De mumonkan begint met de klassieke koan van Joshu's Mu:

Een monnik vroeg Joshu, een Chinese zenmeester:

Heeft een hond de Boeddha-natuur of niet?

Joshu antwoordde: "Mu!"
Zonder context is deze koan inderdaad raadselachtig. Mu is de Japanse vertaling van wu en wu wei. Wu kan zowel 'nee' als satori betekenen; wu wei is een staat van "keuzeloos gewaarzijn", het niet-fixeren van de geest. En wu kan ook een geluid zijn waarmee het blaffen van een hond wordt nagedaan.
De mu-koan verwijst naar het geloof in de Boeddha-natuur, het universele vermogen van alle levende wezens om verlichting te bereiken. Maar Boeddha-natuur verwijst ook naar een universele geest achter de wereld der verschijnselen, én naar sunyata, het ontbreken van een onveranderlijke essentie in alle verschijnselen. De vraag is dus: wat is de werkelijke aard van alle verschijnselen? Joshu's antwoord ontkracht het geloof in deze ware aard, maar refereert ook aan het boeddhistische begrip Sunyata, leegte: er is geen onveranderlijke essentie in of achter de wereld der verschijnselen.
In de Lankavatara-soetra, een belangrijke tekst in Ch'an, komen deze verschillende leerstellingen samen: het geloof in de Boeddha-natuur, maar ook het idee van leegte. De koan zet dus aan tot nadenken over fundamentele boeddhistische leerstellingen, die de monniken bekend waren door soetra-recitatie en leerredes van de meester.

## Populaire koans

### China
In het Chinese Ch'an waren, naast Joshu's Mu, twee andere koans zeer populair: de vraag Wie is het? (die deze vraag stelt). Met andere woorden: "Wie ben ik, wat is mijn essentie?". De derde populaire koan was de vraag "Wat was je oorspronkelijke gezicht voordat je ouders geboren waren?".
Andere bekende koans zijn:
- Wat is het geluid van één klappende hand?
- Alle dingen keren tot het Ene terug, waartoe keert het Ene terug?

## Moderne koans
Koans zijn niet alleen in het oude China ontstaan. Ook heden ten dage ontstaan er nieuwe koans, aangepast aan deze tijd.

### The impossible question
Hisamatsu Shin'ichi (1889-1980) was een Japanse zenboeddhist die een vernieuwing van het Japanse zenboeddhisme nastreefde. Hij formuleerde een moderne koan:
"If nothing what you do will do, then what will you do?".
Deze koan wordt heden ten dage nog steeds gebruikt, onder andere door Jeff Shore en Ton Lathouwers.

### Het geluid van een vallende boom
Een andere moderne koan is:
"Als een boom valt in het woud, en er is niemand om hem te horen, maakt hij dan een geluid?"

## Verder lezen
Beoefening
- Tydeman, Nico, (2009), Koan. Contemplatie op woorden en gebaren. Rotterdam: Asoka
- Lathouwers, Ton, (2010), Kloppen waar geen poort is. Rotterdam: Asoka
- Kapleau, Philip (1980(1965), De drie pijlers van Zen. Deventer: Ankh-Hermes

Kritische studies
- Mcrae, John (2003), Seeing through Zen. Encounter, Transformation, and Genealogy in Chinese Chan Buddhism. The University Press Group Ltd . ISBN 9780520237988
- McMahan, David L. (2008), The Making of Buddhist Modernism. Oxford University Press. ISBN 9780195183276
- Faure, Bernard (1991), The Rhetoric of Immediacy. A Cultural Critique of Chan/Zen Buddhism. Princeton, New Jersey: Princeton Universitu Press. ISBN 0-691-02963-6